# Luigi Taramazzo
Luigi Taramazzo, italijanski dirkač Formule 1, * 5. maj 1932, Italija, † 15. februar 2004, Mehika.
Luigi Taramazzo je pokojni italijanski dirkač Formule 1. V Svoji karieri je nastopil le na Veliki nagradi Monaka v sezoni 1958, ko naj bi dirkal skupaj s Kenom Kavanaghom, toda nobenemu izmed njiju se z dirkalnikom Maserati 250F ni uspelo kvalificirati na dirko. Umrl je leta 2004.

## Popolni rezultati Formule 1
(legenda) (odebeljene dirke pomenijo najboljši štartni položaj, poševne pa najhitrejši krog, †-uvrščen kljub odstopu)
| Leto | Moštvo       | Šasija        | Motor               | 1   | 2       | 3   | 4   | 5   | 6   | 7  | 8   | 9   | 10  | 11  | Prv | Toč |
| ---- | ------------ | ------------- | ------------------- | --- | ------- | --- | --- | --- | --- | -- | --- | --- | --- | --- | --- | --- |
| 1958 | Ken Kavanagh | Maserati 250F | Maserati Straight-6 | ARG | MON DNQ | NIZ | 500 | BEL | FRA | VB | NEM | POR | ITA | MAR | -   | 0   |